# Zgromadzenie Republiki Mozambiku
Zgromadzenie Republiki Mozambiku (port. Assembleia da Republica) – jednoizbowy parlament Mozambiku, składający się z 250 członków wybieranych w wyborach bezpośrednich na pięcioletnią kadencję.

## Ordynacja wyborcza
Wybory odbywają się w trzynastu okręgach wyborczych. Jedenaście spośród z nich znajduje się na terytorium Mozambiku i liczą one od 12 do 50 mandatów, proporcjonalnie do ich ludności. W wyborach w tych okręgach stosowana jest ordynacja proporcjonalna i metoda D’Hondta. Oprócz samych posłów wybiera się również ich zastępców, obejmujących mandat w razie jego opróżnienia w trakcie kadencji. Dwa pozostałe okręgi mają charakter jednomandatowy i obejmują diasporę mozambicką żyjącą w pozostałych państwach Afryki, a także w Europie. W tych okręgach stosuje się ordynację większościową.
Czynne prawo wyborcze przysługuje obywatelom Mozambiku mającym ukończone 18 lat. Głosować nie mogą więźniowie, osoby upośledzone i chore psychicznie, a także pozbawione praw wyborczych decyzją sądu. Kandydować mogą osoby spełniające powyższe wymogi, z wyjątkiem osób skazanych w przeszłości za niektóre przestępstwa urzędnicze oraz recydywistów. Dodatkowo prawo zakazuje kandydowania pracownikom administracji rządowej (w szczególności członkom służby cywilnej, sędziom, dyplomatom i żołnierzom), osobom zatrudnionym przez obce państwo lub organizację międzynarodową, a także członkom komisji wyborczych. Kandydatów mogą zgłaszać wyłącznie partie polityczne lub ich koalicje, przy czym powinny one zgłaszać tylko własnych członków.